# سكوت غودال
سكوت غودال (بالإنجليزية: Scott Goodall)‏ هو كاتب قصص مصورة بريطاني، ولد في 7 نوفمبر 1935 في أبردين في المملكة المتحدة، وتوفي في 7 مارس 2016.